# Église Saint-Bonnet de Giou-de-Mamou
Pour les articles homonymes, voir église Saint-Bonnet.
L'église Saint-Bonnet est une église située en France sur la commune de Giou-de-Mamou (Cantal), en région Auvergne-Rhône-Alpes.

## Historique
L’église a été reconstruite à la fin du XIVe siècle sur les vestiges d’un édifice roman antérieur. Le clocher-peigne daterait du XVIIe siècle.

### Protection
L'église est inscrite au titre des monuments historiques par arrêté du 14 novembre 1980.

## Description
Elle se compose d’une nef à deux travées, d’une abside carrée à l’extérieur et à pans coupés à l’intérieur, avec des chapelles latérales dont l’une abrite l’enfeu de la famille de Giou. L’intérieur est voûté sur croisée d'ogives.